# Pachycephalopsis poliosoma
Petróica-d'olho-branco ou papinho-de-olho-branco (Pachycephalopsis poliosoma) é uma espécie de ave da família Petroicidae.
Pode ser encontrada nos seguintes países: Indonésia e Papua-Nova Guiné.
Os seus habitats naturais são: florestas subtropicais ou tropicais húmidas de baixa altitude e regiões subtropicais ou tropicais húmidas de alta altitude.